# Droga krajowa nr 34 (Węgry)
Droga krajowa nr 34 (węg. 34-es főút) – droga krajowa we wschodnich Węgrzech. Długość - 55 km. Przebieg: 
- Tiszafüred – skrzyżowanie z 33
- Kunhegyes
- Fegyvernek – skrzyżowanie z 4